# Rhinoclemmys diademata
La Galápago de Maracaibo o Inguensa (Rhinoclemmys diademata) es una especie de tortuga perteneciente a la familia Geoemydidae, endémica del norte de América del Sur.

## Descripción
Se trata de una tortuga de pequeño tamaño, aproximadamente 25 cm: su color varía de pardo negruzco a negro con partes amarillas en el cuello y la cabeza.

## Distribución
La especie está presente en:
- En Colombia en el departamento de Norte de Santander
- En Venezuela en los estados de Mérida, Táchira, Trujillo y Zulia